# Curtiss SOC Seagull

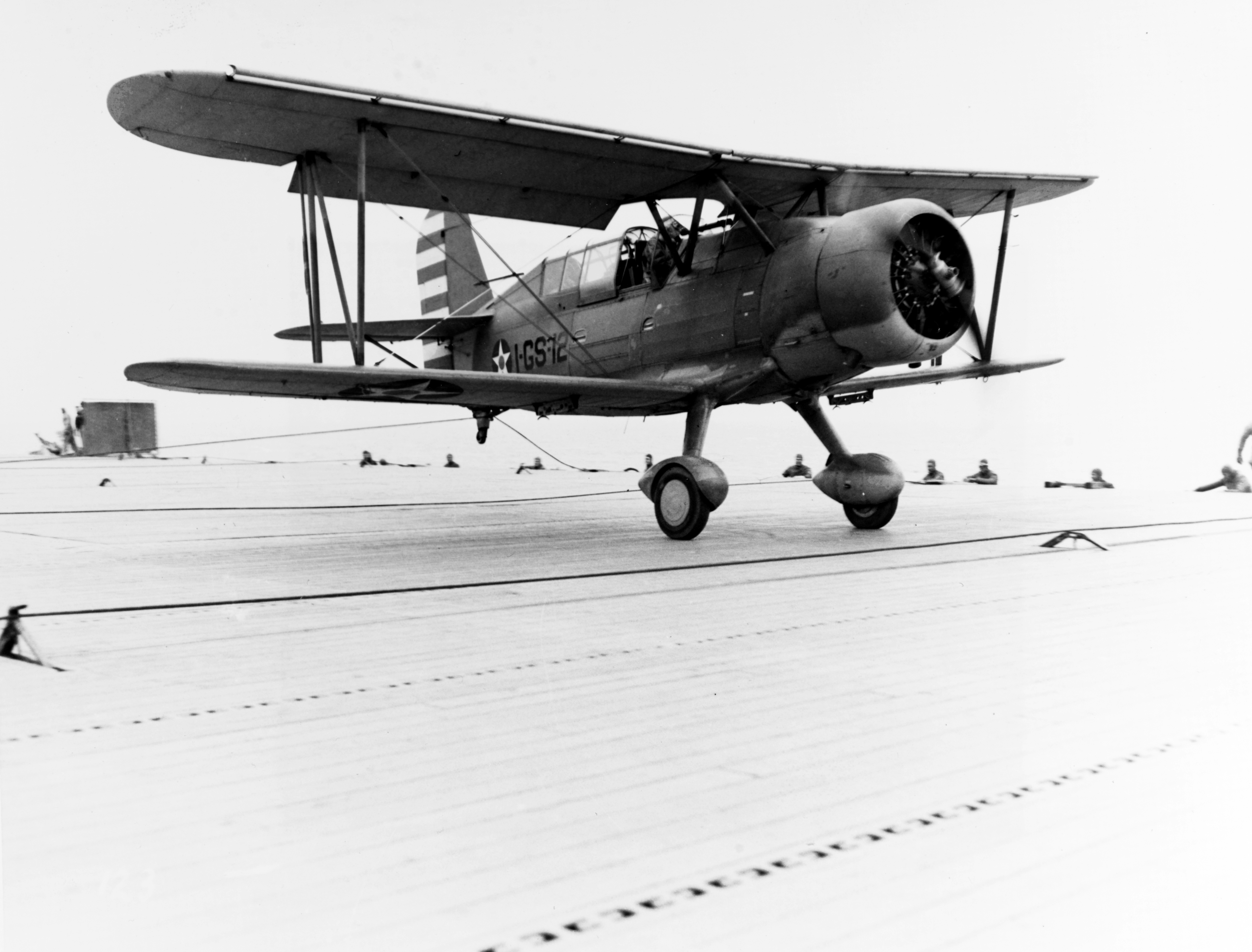
Un SOC-3A Seagull nella versione con carrello fisso, atterra sulla portaerei di scorta USS Long Island nell'aprile 1942, per celebrare il 2000^{mo} appontaggio.

Il Curtiss SOC Seagull (in inglese gabbiano) era un ricognitore catapultabile prodotto dall'azienda statunitense Curtiss-Wright alla fine degli anni trenta ed impiegato durante la seconda guerra mondiale.
Progettato da Alexander Solla per la United States Navy, l'aereo venne impiegato sulle navi da battaglia e sugli incrociatori in configurazione idrovolante con lancio da catapulta e recupero dal mare. L'aereo aveva le ali ripiegabili verso la fusoliera proprio per la conservazione a bordo delle navi. In caso di utilizzo con base a terra, il galleggiante centrale veniva sostituito da un carrello d'atterraggio fisso convenzionale.

## Storia del progetto
Il SOC fu avviato in produzione nel 1933 ed entrò in servizio nel 1935. Il primo ordine fu emesso dalla U.S.Navy per 135 esemplari denominati SOC-1, ai quali seguì un ordine per 40 aerei in versione SOC-2 per l'appoggio alle operazioni di sbarco e 83 SOC-3.
La Curtiss-Wright consegnò 258 velivoli tra tutte le versioni SOC, con denominazioni comprese tra SOC-1 e SOC-4, a partire dal 1937. La versione SOC-3 fu la base per la progettazione della versione prodotta dalla Naval Aircraft Factory e dal nome SON-1. Il NAF venne consegnato in 44 esemplari a partire dal 1940.

## Impiego operativo
Entro la fine degli anni trenta, il SOC aveva sostituito il suo predecessore in tutta la flotta americana e la produzione terminò nel 1938. Nel corso della seconda guerra mondiale, però, la maggior parte delle corazzate vennero equipaggiate con un aereo con migliori prestazioni, il Vought OS2U, mentre i già obsoleti SOC rimasero sugli incrociatori dove si pensò di sostituirli con una terza generazione Curtiss SO3C Seamew. Tuttavia, anche il progetto SO3C venne considerato dotato di un motore con caratteristiche insufficienti e il piano per motorizzarlo diversamente venne scartato. Malgrado queste considerazioni, il SOC, pur essendo un progetto di una generazione precedente e con crescenti limitazioni, continuò a essere utilizzato per missioni di osservazione e di ricognizione a corto raggio con sufficiente efficacia.
Nel suo impiego navale, l'idrovolante veniva fatto ammarare al termine delle sue missioni nella scia della nave che lo trasportava e issato a bordo con un argano.
Inizialmente, il SOC era denominato XO3C-1 e questo nome venne mantenuto dalla data di avvio della produzione fino ai primi sei mesi di servizio nella marina statunitense. Il nome venne successivamente cambiato in SOC, quando venne deciso di tenere conto anche nella sigla dei due ruoli in cui veniva impiegato: esplorazione e osservazione. Il soprannome Seagull non venne usato ufficialmente fino al 1941, data in cui la U.S. Navy decise di adottare anche nella propria documentazione i nomi convenzionali adottati per gli aeromobili e non solo le denominazioni alfa-numeriche.

## Utilizzatori
Regno Unito
- Royal Navy
- Fleet Air Arm

 Stati Uniti
- United States Coast Guard [6]
- United States Navy

## Velivoli comparabili
Regno Unito
- Fairey Seafox

 Giappone
- Mitsubishi F1M